# Більче-Золотецький замок
Більче-Золотецький замок — замок у містечку Більче-Золоте, нині село Борщівського району Тернопільської області. Існував до ІІ половини 19 століття, донині не зберігся.

## Спорудження
Правдоподібно, був збудований за сприяння родини Язловецьких.
З архівних джерел відомо, що в селі 1646 р. був замок. Часті набіги татар і турків завдавали великої шкоди населенню. Під час ворожих нападів у замку знаходили пристановище місцеві жителі. Як тільки загроза зникала, люди знову виходили до своїх осель.
Проте, замок не завжди врятовував жителів села від спустошливих нападів татар. За даними подимних реєстрів, у 1629 р. в Більче-Золотому було 37 осель, а до 1650 р. лишилось всього 20.

## Опис
Про розміри і план замку в Більче-Золотому судити важко, адже збереглася лише частина муру довжиною 26 м (з боку Більче-Золотецької лікарні). Тільки форма самого пагорба і рови від мурів дають уявлення про розміри. Можна припустити, що замок був прямокутним у плані. Довжина його становила від південної стіни до кінця гострого північного рогу 131 м, а ширина південної сторони — 54 м. Вся площа замку мала приблизно 0,7 га. Найімовірніше, для побудови замку використовували місцеві рінь і глину, яку доводилося возити з берегів Серету. Це коштувало великих зусиль, адже при спорудженні замку доводилося майже на рівному місці насипати високий пагорб. По контуру пагорба звели кам'яні стіни на вапняковому розчині шириною 1,7 м і вежу.
Замок був міцним, здатним витримувати напади і облогу. Для підвищення його обороноздатності з усіх сторін викопали широкі рови. Потік, що випливав з гори Білєчка, наповнював рови водою. Була на території замку глибока криниця, на яку натрапили під час будівництва дитячого садка, тоді ж її і засипали.

## Занепад замку
З часом, коли відпала загроза нападів татар і турків, замок поступово руйнується. Утримання його в належному стані вимагало багато коштів. При частій зміні власників села, старому замку приділялося все менше уваги.
На початку XIX ст. почали розбирати мури і башти. Процес руйнування замку протягом XIX ст. можна простежити на основі лаконічних записів в інвентарних описах маєтків. Наприклад, в інвентарі села Більче-Золоте за 1820 р. записано:
|  | Замок. В'їзд на дитинець через браму між кам'яними стовпами без жодних воріт. На тому місці, де був палац, з землі видніється кам'яний фундамент. Льох мурований в старому замку під баштою. Двері до льоху на завісах з величезними сковбами в мурованих стовпах. В лівій стороні знаходяться склади для напоїв з двома люфтами |

Характерно, що навіть самі складачі інвентарних описів звертали увагу на катастрофічне руйнування історичної пам'ятки. Наприклад, такий запис було зроблено в описі маєтку Адама Потоцького в с. Більче у 1826 році:
|  | Мури старого замку з баштами за описом в попередньому інвентарі ще не були розібрані, а тепер каміння забрали на будівництво стодоли |

Останнє невелике повідомлення про замок із напівзруйнованими оборонними стінами і баштою міститься в описі села Більче-Золоте за 1846 р.:
|  | Башта в самих руїнах. При башті замчисько, яке в значній частині опоясане мурами, однак ті мури дуже спустошені і знищені. В середині цього замчиська в розвалинах знаходиться пивниця значної величини, поділена на різні відділи. Склепіння пивниці повалене. Кімнати пивниці з каменя без жодних дверей. На розі замчиська знаходиться склад |

## Остаточна руйнація
У другій половині XIX ст. стіни замку і вежу розібрали повністю, а камінь використали для будівництва двох господарських будівель у маєтку Л. Сапіги.
Нині від стародавнього замку збереглася лише назва пагорбу у центрі села — «Башта».